# Onthophagus ramosellus
Onthophagus ramosellus é uma espécie de inseto do género Onthophagus, família Scarabaeidae, ordem Coleoptera.
Foi descrita cientificamente por Bates em 1891.